# بورن، لینکلن‌شر
latitudeبورن، لینکلن‌شرlongitudeبورن، لینکلن‌شر
بورن، لینکلن‌شر (به انگلیسی: Bourne, Lincolnshire) یک شهرک در بریتانیا است که در انگلستان واقع شده‌است.

## خصوصیات
بورن ۱۳٬۹۶۱ نفر جمعیت دارد.